# Финли, Мейсон
Мейсон Финли (англ. Mason Finley; род. 7 октября 1990, Канзас-Сити, Миссури) — американский легкоатлет, специалист по метанию диска и толканию ядра. Выступает за сборную США по лёгкой атлетике с 2009 года, обладатель бронзовой медали чемпионата мира, трёхкратный победитель национального чемпионата Соединённых Штатов, участник двух летних Олимпийских игр.

## Биография
Мейсон Финли родился 7 октября 1990 года в Канзас-Сити, штат Миссури.
Начал заниматься лёгкой атлетикой в старшей школе города Буэна-Виста, штат Колорадо, где также играл в футбол и баскетбол. С первых лет обучения демонстрировал большой талант в метательных дисциплинах, выигрывал почти все соревнования, в которых принимал участие, и сразу же обратил на себя внимание специалистов. Так, в 2009 году журнал Track and Field News назвал его лучшим легкоатлетом среди учеников старших школ, а посвящённый школьному спорту журнал RISE, издававшийся телекомпанией ESPN, включил его в символическую сборную десятилетия.
На международном уровне Финли впервые заявил о себе в сезоне 2009 года, когда вошёл в состав американской национальной сборной и выступил на юниорском панамериканском первенстве в Порт-оф-Спейн, где превзошёл всех соперников в толкании ядра и в метании диска.
Окончив школу, продолжил спортивную карьеру в легкоатлетической команде Канзасского университета, где стал сотрудничать с тренером Андреем Кохановским. Спустя три сезона перевёлся в Вайомингский университет.
В 2010 году одержал победу в метании диска на молодёжном первенстве NACAC в Мирамаре, выиграл серебряные медали в толкании ядра и метании диска в первом дивизионе чемпионата Национальной ассоциации студенческого спорта (NCAA), уступив в обоих случаях соотечественнику Райану Уайтингу.
Будучи студентом, в 2011 году представлял Соединённые Штаты на Универсиаде в Шэньчжэне — в толкании ядра стал бронзовым призёром, в то время как в метании диска показал в финале восьмой результат.
В 2012 году получил серебро на молодёжном первенстве NACAC в Ирапуато.
В 2014 году в метании диска был шестым на чемпионате NCAA и третьим на чемпионате США в Сакраменто.
В 2016 году выиграл национальный олимпийский квалификационный турнир в Юджине, тем самым впервые стал чемпионом США в метании диска и удостоился права защищать честь страны на летних Олимпийских играх в Рио-де-Жанейро. На Играх в финале метнул диск на 62,05 метра, расположившись в итоговом протоколе соревнований на 11-й строке.
После Олимпиады в Рио Финли остался действующим спортсменом на ещё один олимпийский цикл и продолжил принимать участие в крупнейших международных стартах. Так, в 2017 году он защитил звание чемпиона США в метании диска, с личным рекордом 68,03 завоевал бронзовую медаль на чемпионате мира в Лондоне — здесь его обошли только литовец Андрюс Гуджюс и швед Даниэль Столь.
На чемпионате США 2018 года в Де-Мойне стал серебряным призёром, тогда как на чемпионате NACAC в Торонто был четвёртым.
На чемпионате мира 2019 года в Дохе с результатом 63,22 в финал не вышел.
В 2021 году выиграл национальный олимпийский отбор в Юджине, став таким образом трёхкратным чемпионом США. На последовавших Олимпийских играх в Токио в программе метания диска показал результат 60,34 метра, чего оказалось недостаточно для выхода в финал.